# AFC Challenge Cup
AFC Challenge Cup var en internationell turnering i fotboll för landslag. Den spelades mellan de lag som ingår i AFC (Asiens fotbollsförbund) och som av AFC rankas lägst av de tre olika rankingnivåerna bland landslagen. Den första turneringen arrangerades av Bangladesh år 2006 och hölls sedan vartannat år. De deltagande lagen kvalade in och 8 lag spelade i slutspelet. Dessa delades upp i två grupper med fyra lag i varje där ettan och tvåan i grupperna går vidare till semifinal. 2008 och 2010 års upplagor fungerade även som kval till asiatiska mästerskapet, dessa års vinnare blev direkt kvalificerade till asiatiska mästerskapet 2011 i Qatar i januari 2011. Regerande mästare var Palestina som vann turneringen i Maldiverna 2014.
Turneringen 2014 var den senaste upplagan av denna tävling på grund av att det asiatiska mästerskapet i fotboll utvidgades till att 24 nationer kan delta istället för 16 som det var tidigare. I april 2016 begärde flera länder en ny tävling skulle skapas som ersatte Challenge Cup, eftersom de hade problem med att ordna vänskapsmatcher. AFC skapade då AFC Solidarity Cup.

## Deltagande lag

Länderna som ingår i AFC

Asiatiska fotbollsförbundet delade 2006 upp sina 46 medlemsländer i tre grupper (När uppdelandet skedde var det bara 45 lag men Australien valde då att byta förbund från Oceaniens fotbollsförbund till det asiatiska eftersom man ansåg konkurrens vara bättre i Asien). Även om AFC Challenge Cup var tänkt enbart för lag från gruppen underutvecklade lag lag så har ibland lag från gruppen lag under utveckling fått vara med. Exempel på det är Indien, Nordkorea, Maldiverna, Burma och Turkmenistan.
| De 15 lagen i den bästa gruppen utvecklade lag. - Australien - Bahrain - Kina - Indonesien - Iran - Irak - Japan - Kuwait - Qatar - Saudiarabien - Sydkorea - Thailand - Förenade arabemiraten - Uzbekistan - Vietnam | 14 lag i gruppen lag under utveckling. - Bangladesh - Hongkong - Indien - Jordanien - Libanon - Malaysia - Maldiverna - Myanmar - Bangladesh - Oman - Singapore - Syrien - Turkmenistan - Jemen | De sista 17 lagen i gruppen underutvecklade lag, länder som behöver tid för att utveckla fotbollen i landet. Det är dessa lag som deltar i turneringen. - Afghanistan - Bhutan - Brunei - Kambodja - Kinesiska Taipei - Guam - Kirgizistan - Laos - Macao - Mongoliet - Nepal - Pakistan - Palestina - Filippinerna - Sri Lanka - Tadzjikistan - Östtimor |

## Resultat
| År            | Värdland   | Final        | Final                     | Final        | Bronsmatch          | Bronsmatch                | Bronsmatch  |
| År            | Värdland   | Etta         | Resultat                  | Tvåa         | Trea                | Resultat                  | Fyra        |
| ------------- | ---------- | ------------ | ------------------------- | ------------ | ------------------- | ------------------------- | ----------- |
| 2006 Detaljer | Bangladesh | Tadzjikistan | 4–0                       | Sri Lanka    | Kirgizistan · Nepal | [ * 1 ]                   |             |
| 2008 Detaljer | Indien     | Indien       | 4–1                       | Tadzjikistan | Nordkorea           | 4–0                       | Myanmar     |
| 2010 Detaljer | Sri Lanka  | Nordkorea    | 1–1 (e fl) (5–4 straffar) | Turkmenistan | Tadzjikistan        | 1–0                       | Myanmar     |
| 2012 Detaljer | Nepal      | Nordkorea    | 2–1                       | Turkmenistan | Filippinerna        | 4–3                       | Palestina   |
| 2014 Detaljer | Maldiverna | Palestina    | 1–0                       | Filippinerna | Maldiverna          | 1–1 (e fl) (8–7 straffar) | Afghanistan |

1. ↑  2006 spelades ingen match om tredje pris, de förlorade semifinallagen delade på tredje pris

## Framgångsrika landslag
| Lag          | Etta           | Tvåa           |
| ------------ | -------------- | -------------- |
| Nordkorea    | 2 (2010, 2012) |                |
| Tadzjikistan | 1 (2006)       | 1 (2008)       |
| Palestina    | 1 (2014)       |                |
| Indien       | 1 (2008)       |                |
| Turkmenistan |                | 2 (2010, 2012) |
| Filippinerna |                | 1 (2014)       |
| Sri Lanka    |                | 1 (2006)       |